# Русизм
Руси́зм (мн. ч. руси́змы) — заимствование из русского языка в других языках. Являются частным случаем славянизмов. Включают в себя широкий спектр заимствований от единичных лексем до целых фраз и предложений в языках различных по своему происхождению народов мира. Большая часть русизмов наблюдается в языках тех народов, которые проживают в непосредственной близости основного ареала расселения русских. В некоторых случаях русский язык оказывает влияние и на фонетические процессы в воспринимающем языке. Чаще всего русизмы встречаются в украинском и белорусском языках.

## Типология лексических русизмов
Различаются несколько типов лексических «русизмов»:
- I. Слова русского происхождения, сохранившие сильную формально-семантическую связь с соответствующими русскими словами.
- II. Слова русского происхождения, утратившие почти полностью или частично формально-семантическую связь с соответствующими русскими словами вследствие фонетической и лексической адаптации русских заимствований и приобретения ими иных значений.
- III. Слова нерусского происхождения, заимствованные русским языком (то есть русский язык является языком-посредником; языком-медиатором или языком-трансмиттером), а затем перешедшие в другой язык через посредство русского и имеющие разную степень фонетической и лексической адаптации[1][2].

## Литературность
Степень восприятия русизмов варьирует в зависимости от выбора формы языка-получателя. К примеру, в языках, расположенных внутри русскоязычного ареала или граничащих с ним, количество русизмов (грамматических, лексических, фонетических), употребляемых в разговорной речи (особенно в приграничных диалектах языка-получателя) неизменно выше чем число русизмов, которые допускает литературная норма данного языка. Это касается носителей таких языков как татарский, казахский, украинский, молдавский, эстонский, латышский и т. д. Многочисленные русизмы продолжают обнаруживаться и в современной польской речи. Русизмы также довольно часто встречаются в речи русскоязычных, которые, пытаясь овладеть данными языками, допускают случаи языковой интерференции.
Напротив, в языках, носители которых не имеют частых контактов с русскоязычными (английский, французский, малайский др.), наблюдается обратное явление: русизмы в них имеют весьма формальный, книжный, крайне специфичный характер, фигурируя как экзотизмы (spoutnik, izba, vodka) или историзмы, а поэтому редко употребляются в повседневной речи.
В языках первой группы, активно контактирующих с русским, русизмы часто являются единственнo возможным способом передачи значения (исконное слово было либо вытеснено русизмом, либо никогда не существовало до появления заимствования и/или кальки из русского языка). В этих языках русизмы часто обнаруживаются в виде целых лексических пластов и, более того, могут проявляться в виде спонтанного переключения кодов. В языках второй группы русизмы малочастотны и малознакомы народным массам, а потому обычно имеют лексические эквиваленты в исконной лексике (spoutnik > satellitе; izba > log cabin).

## История и периодизация
Ранние русизмы (X—XIII веков) в значительном количестве обнаруживаются в балтийских и финно-угорских языках, в том числе и в качестве топонимов (например, название современного финского города Турку восходит к древнерусскому слову торг). Германское вторжение в Прибалтику прервало этот процесс, но русизмы в языки народов Прибалтики вновь начали проникать в XVIII—XX веках, после усиления Российской империи и СССР. Параллельно в русский язык проникают заимствования из финно-угорских, тюркских, а также других славянских языков.

### Поздние русизмы
В эпоху неустойчивой российской государственности между XIII—XV веками, совпавшей с укреплением государственности ряда других народов (тюрок на Балканax, монголов в Евразии и германцев в Прибалтикe) количество русизмов резко сократилось. В этот период русский язык сам принимает некоторое количество заимствований из тюркских языков. Приток русизмов в соседние языки начинается с конца XVIII века. Дело в том, что Российская империя долгое время остаётся единственным независимым преимущественно славянским государством, а потому русский язык становится важным лексическим ориентиром для нескольких групп так называемых будителей, которые стремятся возродить или оживить культурно-языковую среду славянских народов, борющихся за независимость в лонах Османской и Австрийской империй. В XIX веке чешские будители, стремившиеся создать выразительную литературную форму для своего возрождающегося языка, ввели в оборот свыше 1000 заимствований из русского литературного языка. Похожие процессы наблюдались в сербскохорватском и болгарском языках, хотя на более раннем этапе древнерусский язык и сам немало заимствовал из древнеболгарского.

### Русизмы советского и постсоветского периода
В советскую эпоху большое распространение получили лексические русизмы III группы, то есть нерусские по происхождению слова (часто интернационализмы) пришедшие в третьи языки через русский и, соответственно, несущие на себе отпечатки правил русской фонетики, семантики, стилистики и т. д. Таких заимствований много в монгольском языке, а также в других языках азиатского региона. В ряд других языков русизмы проникали в виде калек: латыш. atskaite (калька с «отчёт») вместо «pārskats».

## Интернационализмы русского происхождения
Международное распространение получили русские термины, описывающие морской лёд (происхождение части этих слов связывают с поморским говором): полынья (англ. polynya), шуга (англ. shuga), нилас (англ. nilas), заструга (англ. sastruga), стамуха (англ. stamukha).

## По языкам

### Английский язык
- steppe — степь[10]
- chernozem — чернозём[11]
- mammoth — мамонт[12]
- babushka (рус. бабушка) — платок на шею, косынка, пожилая русская женщина, матрёшка (babushka doll)
- vodka — водка
- kasha — каша (как правило гречневая)[13]
- astrakhan — каракуль (от названия города «Астрахань»)
- sterlet — стерлядь
- oblast — область (в основном используется для названий субъектов РФ)
- kray — край (в основном используется для названий субъектов РФ)
- okrug — округ (в основном используется для названий субъектов РФ)
- perestroyka — перестройка (Используется в значении перестройки 1980-х годов)
- glasnost — гласность (Используется в значении политики гласности второй половины 1980-х годов)
- intelligentsia — интеллигенция[14]
- sputnik —  советский «Спутник-1»
- dacha — дача
- muzhik — крестьянин, сельский житель (обычно в историческом значении по отношению к Царской России)
- pogrom — погром
- tokamak — токамак

### Казахский язык
- картоп — картофель (от нем. Kartoffel)
- кереует (почти не употребляется) — кровать (от греч. κράββατος)
- тәрелке — тарелка
- пәтер — квартира (от устаревшего слова «фатера»)
- мүк — мох
- щётка — щётка
- үстел — стол
- жәшік — ящик
- доға — дуга
- пойыз — поезд
- зауыт — завод
- звандау/звондау (не является правильным словом, вместо этого должно использоваться «қоңырау шалу») — звонить по телефону
- шот — счёт
- сот — суд
- учаске, участок — участок
- образ — художественный образ
- кірес — крест
- печенье, піспенан (произн. пішіне/пішінәй) — печенье
- облыс — область
- болыс — волость
- бөрене — бревно
- жəрмеңке — ярмарка (от нем. jahrmarket, из jahr «год» и market «рынок»)
- кəмпит — конфета (от итал. confetto)
- кəріс — кореец
- неміс — немец
- самауырын (самауыр) — самовар
- сыған — цыган
- нөмір — номер (от лат. numerus, «элемент; число»)
- нөл — ноль (от лат. nullus, «ни один; несуществующий; пустой»)
- машина — машина (от лат. māchina, «механизм, устройство, орудие») («машина» только используется в смысле «механизм» или «сложное сооружение», когда имеется ввиду транспортное средство, чаще используется слово «көлік»)
- қайла — кирка (кайло)
- пеш — печь (сооружение)
- шіркеу — церковь
- стақан — стакан
- пошта — почта

### Киргизский язык
- картөшкө — картошка
- чиркөө — церковь
- керебет — кровать
- облус — область
- талиңке — тарелка (вытеснена словом табак)
- бөтөлкө — бутылка
- номур — номер
- нөл — ноль
- гезит — газета

### Финский язык
- lusikka — ложка
- risti — крест
- smetana — сметана
- majakka — маяк
- piirakka — пирог
- tavara — товар
- viesti — новость (от «весть»)
- raamattu — библия (от «грамота»)
- sirppi — серп
- torakka — таракан
- russakka — прусак
- rusakko — заяц-русак
- kanava — канал
- tuska — печаль, тоска (от «тъска»)[15]
- rospuutto — распутица

### Румынский и молдавский языки
В румынском и молдавском языках помимо обширного количества общих с русским старославянизмов отмечается также и более позднее влияние российской, а затем и советской административной машины:
- poliție — полиция[16]
- sprafcă — справка[17]
- zacuscă — закуска[18]
- harbuz — арбуз (молдавский язык)
- vina — вина
- tovarăș  — товарищ
- colhoz — колхоз (коллективное хозяйство)
- soviet — совет (как орган власти).
- comsomol  — комсомол.
- obuz  — снаряд (от русского «обоз»)
- vată — хлопковая ткань, вата
- samovar  — самовар
- tractor — трактор
- motorină  — дизельное топливо (от «мотор».)
- mașina — автомобиль (машина)
- bilet (билет) — билет, пропуск
- sticlă — бутылка, стекло (от слова «стекло».)
- ceainic — чайник

### Эстонский язык
- aken — окно
- jaam — вокзал, станция (от «ямъ»)
- kapsas — капуста
- kopikas — копейка
- laad — лад, способ, манера
- majakas — маяк
- niit — нить
- nädal — неделя
- pintsak — пиджак
- ranits — ранец
- turg — рынок (от «търгъ», «торг»)
- varblane — воробей[19]
- arssin — аршин
- astel — терние, колючка (от «остьнъ»)
- hurt — хорт (порода собак), борзой
- kalingur — коленкор
- kantsik — нагайка, кнут (от «канчук»)
- kasukas — шуба, доха (от «кожух»)
- kiiver — каска, шлем (от «киверъ»)
- kirka — кирка
- kissell — кисель
- knopka — канцелярская кнопка
- koiku — койка
- kriugas — ухищрение (от «крюк»)
- krutskid — выкрутасы (от «крючки»)
- kruttima — подкручивать, крутить
- kuraasitama — куражиться
- kuurits — бредень (от «курица»)
- kõrts — корчма
- ladna — свойский (от «ладный»)
- lahits — горностай (от «ласица»)
- lamavoi — ломовой
- laup — лоб
- lava — помост, сцена (от «лава» — лавка)
- lavats — лежанка, нары (от «лавица»)
- lesima — лежать
- liud — блюдо (блюдце)
- lodi — ладья, баржа, струг
- lootsik — ладья, лодка
- lusikas — ложка
- manisk — манишка
- manna — манная крупа
- mannerg — бидон (от «манерка»)
- mast — масть (в картах)
- masuurikas — шпана (от «мазурик»)
- morss — морс
- mässama — бунтовать, бурлить, штормить (от «мешать»)
- määr — мера, степень, такса
- naarits — норка (от «норица»)
- nari — нары
- nekrut — рекрут
- obadus — пробой, затрещина, скоба (от «ободъ»)
- pabeross — папироса
- pagan — язычник, леший (от «поганъ»)
- pagas — багаж
- pagun — погон
- pajatama — баять, сказывать
- pajats — паяц, шут
- pajuk — паёк
- palitu — пальто
- papp — поп
- parisnik — перекупщик (от «барышник»)
- paslik — башлык
- pasmas — пасмо
- pirukas (в диалектах piirak) — пирог
- pliin — блин
- plotski — самокрутка (от «флотский»)
- pobul — бобыль
- pogri — каталажка (от «погреб»)
- pohmelus (разг. pohmell) — похмелье
- polk — полк
- pruss — брус
- prussakas — прусак
- präänik — пряник
- pujään — упрямец (от «буян»)
- puravik — боровик
- pursui — буржуй
- putka — будка
- puud — пуд
- puustus — пустошь
- raamat — книга (от «грамота»)
- raatsima — желать, хотеть (от «рачить»)
- raja — грань, межа, рубеж (от «край»)
- ravima — лечить (от «травить»)
- relss — рельс
- rist — крест
- rodu — ряд, вереница
- rogusk — рогожа
- roosk — розга, хлыст
- rubla — рубль
- rupskid — потроха (от «рубцы»)
- saabas — сапог
- saan — сани
- sahk — орало, плуг (от «соха»)
- samakas — самогон
- sirp — серп
- tapper — секира (от «топоръ»)
- tarakan — таракан
- tolk — толк
- tulp — столбик, столбец
- tusk — печаль, тоска (от «тъска»)
- tõlk — переводчик (от «толк»)
- uulits — улица
- vaagen — таз (от «ваганки»)
- vaap — вапа, полива, финифть
- vaba — свободный
- verst — верста
- võlu — чары, обаяние (от «волъхвъ»)
- värav — ворота (от «верея»)
- värten — веретено, катушка

### Якутский язык
- хоруол — король
- миниистэр — министр
- килиэп — хлеб
- ыскаап — шкаф
- учуутал — учитель[20]
- хаҥкы — коньки
- саппыкы — сапоги
- солкуобай — рубль (от «целковый»)[20]
- массыына — машина
- оптуобус — автобус
- бииккэ — вилка
- ньуоска/луоска — ложка
- муора — море
- куорат — город
- уулусса — улица
- банаар — фонарь
- сударыыстыба — государство[20]
- өссө — ещё
- наада — надо
- толкуй — мысль, идея, соображение; намерение, замысел (от «толкуй»)
- дорообо — здравствуй
- баһаалыста — пожалуйста
- доҕор — друг
- маҕаһыын — магазин
- сурунаал — журнал
- хаһыат — газета
- кинигэ — книга
- сыана — цена, стоимость
- оскуола — школа[20]
- сибиинньэ — свинья
- куоска — кошка/кот
- нэдиэлэ — неделя
- бэнидиэнньик — понедельник[20]
- оптуорунньук — вторник[20]
- сэрэдэ — среда[20]
- чэппиэр — четверг[20]
- бээтинсэ — пятница[20]
- субуота — суббота[20]
- баскыһыанньа — воскресенье[20]
- бырааһанньык — праздник[20]
- сибэкки — цветы
- остуоруйа — сказка, история
- дьокутаат — депутат
- норуот — народ
- уопсай — общий
- харчы — деньги (предположительно от «харчевой»)
- табах — табак (табахтаа — курить)

### Французский язык
- bérézina (Сражение на Березине 1812 г.) — катастрофа, полный провал[21].
- toundra — тундра
- taïga — тайга
- zakouski — закуски-ассорти
- beluga — белуха (млекопитающее)
- datcha — дача
- pogrom или pogrome — погром
- steppe — степь
- pérestroïka или perestroïka — перестройка
- glasnost — гласность
- nomenklatura — номенклатура
- apparatchik — аппаратчик
- soviet — совет (в политическом устройстве СССР)
- kolkhoz или kolkhoze — колхоз
- sovkhoz или sovkhoze — совхоз
- samovar — самовар
- chapka — шапка
- balalaïka — балалайка
- Bistro- быстро

### Шведский язык
- torg — площадь (от «търгъ», «торг»)
- lodhia — ладья (от др.-рус. лодья)
- räka/reke/reje — креветка[22]
- humle — хмель[23]

### Японский язык
- ソビエト [собиэто] — совет
- コルホーズ [корухо: дзу] — колхоз
- クワス [кува: су] — квас
- ピロシキ [пиросики] — пирожки
- ペチカ [пэтика] — русская печь
- コンビナート [комбинато] — комбинат (многопрофильное предприятие)
- イクラ [икура] — блюдо из рыбьей икры (красная икра).

### Немецкий язык
- Beluga — белуга
- Beluga-Wal — белуха (млекопитающее)
- Grenze — граница
- Pirogge — пирог, пирожок
- Pogrom — погром
- Scheltopusik — желтопузик
- Steppe — степь
- Troika — тройка (в смысле «трио»)
- Tschernosem — чернозём
- Ukas — указ
- Wodka — водка
- Zobel — соболь

### Польский язык
- agitka
- barachło
- bardak
- bladź
- bolszy
- bradiaga
- bukwa
- bumaga (bumażka)
- chałtura / chałturszczyk
- chandra
- chozrasczot
- czajnik
- dawaj!
- durak
- gensek
- gieroj
- gilza
- gimnastiorka
- gruzowik
- italianiec
- kitajec
- kniga
- kołchoz
- kontrol
- łagier
- moriaczka
- naczalstwo
- napitki
- naturszczyk
- niuch
- pieredyszka
- pieriepałki
- pierepiska
- politruk
- politbiuro
- prawilno
- priwyczki
- prowierka
- rebiata
- sobaka / obsobaczyć
- sowieci / sowiecki
- swołocz
- urawniłowka
- ustrojstwo
- wierchuszka
- zagwozdka
- zajawka
- zakawyczka
- zsyłka
- ichni
- miałki
- nachalny
- namolny
- ujutny
- krugom
- nazad
- nikak
- padrobno
- chwatit
- krugom durak
- skolko ugodno
- toczka w toczkę
- w drebiezgi
- wsjo rawno
- kolebać się (в значении колебаться)
- nadojeść, nadojadać
- naplewać
- strusić
- wygruzić
- zaputać się

## Монгольские языки
В языках монгольской группы, на которых значительное влияние с XVI века оказывает русский язык, но которые сильно отличаются от него, фонетически происходит своеобразная фонетическая адаптация многих русизмов: в бурятском языке русское слово хлеб перешло в хилээмэн; в калмыцком лото → лод, чердак → чарляг; в монгольском костюм → гошчоом, театр → чаатар; дежурный → жижүүр, радио → араажив, брезент → бэржээнх.